# Яцків Катерина Степанівна
Катерина Степанівна Яцків (нар. 10 лютого 1955, село Літиня, тепер Дрогобицького району Львівської області) — українська радянська діячка, доярка колгоспу «Більшовик» села Літині Дрогобицького району Львівської області. Депутат Верховної Ради УРСР 10-го скликання.

## Біографія
Народилася в селянській родині. Освіта середня: закінчила Літинську середню школу. Член ВЛКСМ.
У 1973—1976 роках — продавець магазину села Грушів Дрогобицького району Львівської області.
З 1976 року — доярка колгоспу «Більшовик» села Літині Дрогобицького району Львівської області.
Потім — на пенсії в селі Літиня Дрогобицького району Львівської області.

## Нагороди
- ордени
- медалі